# Frances Margaret Leighton
 Frances Margaret Leighton  (casada con N.Isaac) (8 de marzo de 1909- 8 de enero de 2006 ) fue una botánica sudafricana. Trabajó en el Herbario Bolus de 1931 a 1947

## Algunas publicaciones

### Libros
- 1965. The genus Agapanthus L'Hér.. Ed. J.South African bot. 50 pp.

## Honores
En su honor se nombraron:
Especies
- Conophytum leightoniae L.Bolus
- Delosperma leightoniae Lavis
- Lampranthus (Mesembryanthemum) leightoniae L.Bolus
- Lampranthus francesiae H.E.K.Hartmann
- Ruschia leightoniae L.Bolus
- La abreviatura «F.M.Leight.» se emplea para indicar a Frances Margaret Leighton como autoridad en la descripción y clasificación científica de los vegetales.[1]